# Trockenbiotop Kies-Trasse

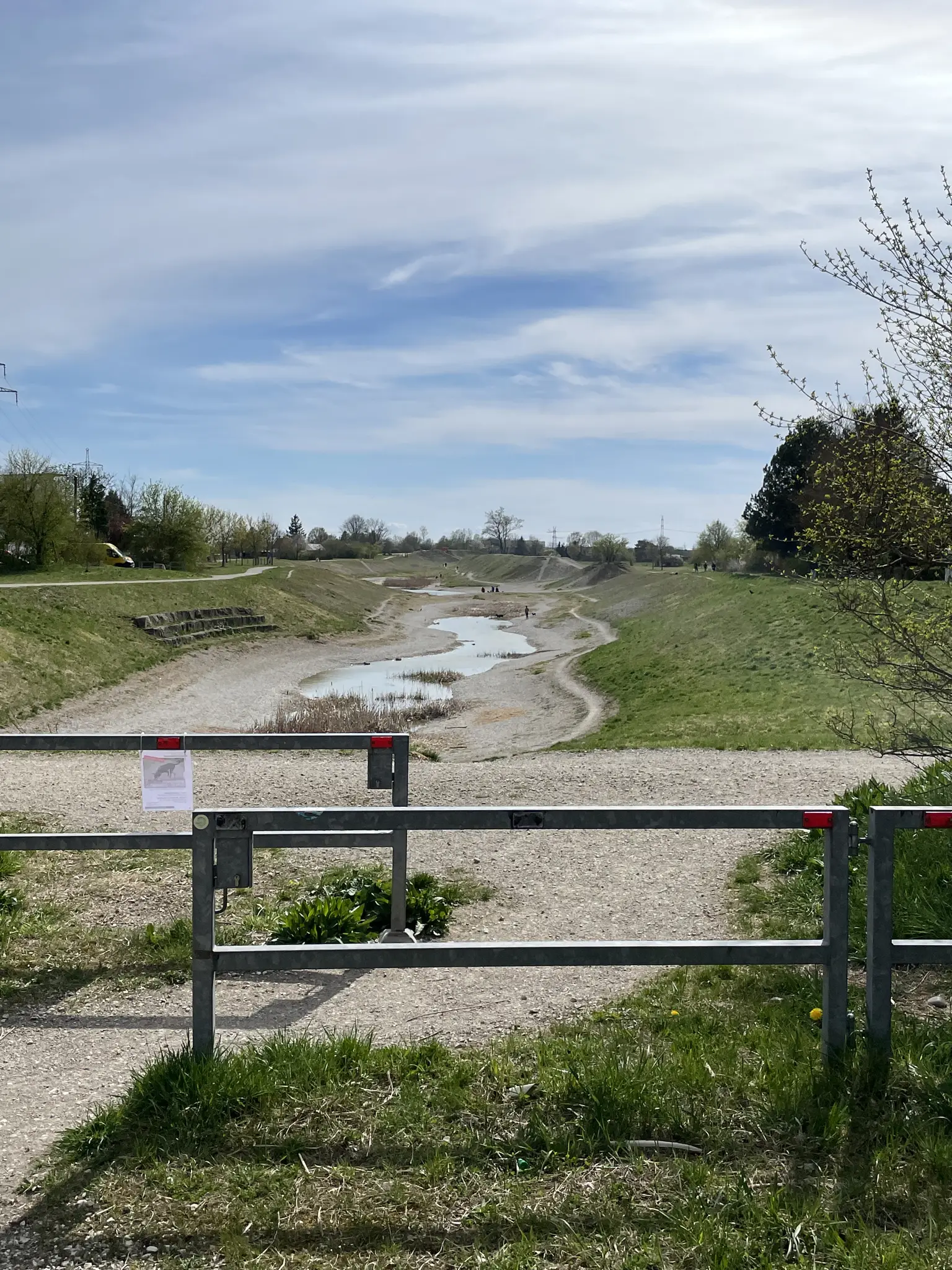
Trockenbiotop Kies-Trasse

Das Trockenbiotop Kies-Trasse (auch: Alte Kiestrasse, urspr. Reichsautobahntrasse) ist ein ca. 20 Hektar großes Gebiet im Münchner Stadtteil Allach.
Es ist ein Ort des Kulturgeschichtspfads München und gehört zum Münchner Grüngürtel.

## Geschichte
Das Trockenbiotop Kies-Trasse ist hervorgegangen aus den Resten der Ringautobahn um München. Der Bau war 1938 begonnen, aber mit Kriegsbeginn eingestellt worden. Das Teilstück der bereits vorhandenen Trasse blieb stehen. Danach war sie Standort von Baracken, in denen Kriegsgefangene und nach Kriegsende Flüchtlinge untergebracht waren. 1941 wurde auf dem Kiesdamm das Lager III errichtet. In den Baracken waren bis Kriegsende 1.300 französische Kriegsgefangene untergebracht, von denen viele bei Krauss-Maffei arbeiten mussten. Heute erinnert ein Gedenkstein daran. Durch die Kiesentnahme für den Bau der A 99 veränderte sich das Biotop. Die Goteboldstraße durchquert das Biotop. Zwei kleine Grundwasserseen entstanden, die seitlichen Abhänge wurden angeschnitten und Geh- und Reitwege angelegt.
Die Autobahndirektion Südbayern pflegt die Magerrasenflächen und hat Informationstafeln zur Geschichte und Natur der ehemaligen Reichsautobahntrasse aufgestellt.

## Flora und Fauna
Zwischen Königskerzen, Natternkopf und Kleinem Habichtskraut blühen selten gewordene Pflanzen wie Deutscher Backenklee, Brillenschötchen und Weidenblättriges Ochsenauge. Die Blütenpflanzen locken Insekten an, darunter zahlreiche Schmetterlinge wie Idas-Silberfleckbläuling, Schachbrett, Goldene Acht und Schwalbenschwanz. Auch die Blauflügelige Ödlandschrecke hat hier einen Lebensraum gefunden.
Koordinaten: 48° 11′ 6,2″ N, 11° 26′ 18,1″ O